# 謝颺
谢颺（5世紀—？），表字不詳，陳郡陽夏人。南朝宋官員、外戚，官至晉平太守，父親是南朝宋金紫光祿大夫謝莊。他的女儿谢梵境後來成為了宋顺帝的皇后，所以獲追赠为金紫光禄大夫。

## 家庭

### 兄弟姐妹
- 谢朏二弟，在梁官至司徒。
- 谢颢三弟，官至豫章太守。
- 谢嵸四弟。
- 谢瀹五弟。
- 谢氏，謝莊女，嫁琅邪王氏的王肅，王肅父王奐在南齊被誅殺，謝氏為尼避禍而王肅逃奔北魏，謝氏後亦入魏。

### 女儿
- 谢梵境，宋顺帝刘凖的皇后。